# 藤原隆方
藤原 隆方（ふじわら の たかかた）は、平安時代中期から後期にかけての貴族。藤原北家勧修寺流、備中守・藤原隆光の次男。官位は正四位上・但馬守。

## 経歴
春宮・親仁親王の春宮蔵人や右衛門少尉を経て、寛徳2年（1045年）親仁親王の即位（後冷泉天皇）に伴って六位蔵人に任ぜられる。翌寛徳3年（1046年）2月に従五位下・周防守に叙任されるが、7月には中宮権大進を兼ねており、周防守は遙任で務めたか。
その後、中宮権大進として後冷泉天皇の中宮・章子内親王に仕えたほか、右衛門権佐や五位蔵人を務める一方、永承6年（1051年）従五位上、永承7年（1052年）正五位下、康平2年（1059年）正五位上と昇進する。康平6年（1063年）従四位下・備後守に叙任されて地方官に転じるが、治暦元年（1065年）には右中弁として京官に復し、治暦3年（1067年）興福寺供養日行事賞により従四位上に叙せられた。
後三条朝に入っても、延久元年（1069年）正四位下・権左中弁と要職の弁官を務めながら順調に昇進を続けた。しかし、延久4年12月（1073年）に正左中弁の座が空くと、本来であれば権左中弁の隆方が順送り人事で昇進すべき所、同じ正四位下の位階にあったが弁官の経験がない東宮学士・藤原実政が抜擢される。これは、後三条天皇が春宮であったころ、木津の渡しで隆方が実政に対してなかなか天皇になれない春宮に当てこすった侮辱をしたことがあり、それを覚えていた後三条天皇は隆方を越えて敢えて実政を正左中弁に任じたとされる。
白河朝に入り、承保2年（1075年）実政が右大弁に昇ると、ようやく隆方も後任の左中弁に昇格する。承保4年（1077年）正月に正四位上に昇叙されるが、10月には但馬守として地方官に転じ、翌承暦2年12月（1079年）に卒去。享年65。

## 官歴
『弁官補任』による。
- 時期不詳：春宮蔵人（春宮・親仁親王）
- 長久5年（1044年） 正月30日：右衛門少尉
- 寛徳2年（1045年） 正月16日：六位蔵人。2月26日：左衛門少尉。4月11日：使宣
- 寛徳3年（1046年） 2月7日：従五位下。2月11日：周防守。7月10日：兼中宮権大進（中宮・章子内親王）
- 永承6年（1051年） 11月5日：従五位上
- 永承7年（1052年） 正月5日：正五位下
- 天喜2年（1054年） 2月22日：右衛門権佐、中宮権大進如元
- 天喜5年（1057年） 10月29日：五位蔵人
- 康平2年（1059年） 2月5日：正五位上（府労）
- 康平3年（1060年） 2月21日：兼周防介
- 康平6年（1063年） 2月26日：従四位下、備後守、去権佐権大進
- 治暦元年（1065年） 12月8日：右中弁、元備後守
- 治暦3年（1067年） 2月25日：従四位上（興福寺供養日行事賞）
- 延久元年（1069年） 8月9日：正四位下（石清水賀茂行幸行事賞）。12月17日：権左中弁
- 延久2年（1070年） 正月25日：兼備中介
- 延久3年（1071年） 3月27日：修理右宮城使
- 延久5年（1073年） 正月30日：兼太皇太后宮亮（太皇太后・章子内親王）
- 延久6年（1074年） 6月16日：止亮（院号）。6月20日：兼中宮亮（中宮・馨子内親王）
- 承保2年（1075年） 4月：止亮。6月13日：左中弁
- 承保3年（1076年） 6月2日：修理左宮城使
- 承保4年（1077年） 正月6日：正四位上。正月29日：兼美作権守。10月3日：但馬守
- 承暦2年（1078年） 12月：卒去[2]

## 系譜
『尊卑分脈』による。
- 父：藤原隆光
- 母：源国挙の娘
- 妻：平行親の娘
  - 男子：藤原為房（1049-1115）
  - 男子：藤原家実
- 生母不詳の子女
  - 男子：藤原隆忠
  - 男子：光清
  - 男子：林昭
  - 男子：猷乗
  - 女子：藤原光子（1060-1121） - 藤原公実室
  - 女子：康資王室
  - 女子：藤原仲実妻